# Nemegtosaurus
Nemegtosaurus é um gênero de dinossauro herbívoro e quadrúpede que viveu no fim do período Cretáceo. Media em torno de 7 a 12 metros de comprimento e seu peso é até então desconhecido.